# Маринов, Севдалин
Севдалин Илиянов Маринов (род. 11 июня 1968, Асеновград) — болгарский и австралийский тяжелоатлет, пятикратный чемпион Европы (1985—1988, 1990), трёхкратный чемпион мира (1985—1987), чемпион Олимпийских игр (1988). Заслуженный мастер спорта Болгарии (1985).

## Биография
Севдалин Маринов родился 11 июня 1968 в Асеновграде. Начал заниматься тяжёлой атлетикой в возрасте 11 лет в спортивном училище «Васил Левски» под руководством Димитра Стойкова. В дальнейшем с ним также стал работать выдающийся болгарский тренер Иван Абаджиев.
В 1985–1988 годах полностью доминировал на мировом уровне в наилегчайшей весовой категории, выиграл 4 чемпионата Европы, 3 чемпионата мира и Олимпийские игры в Сеуле, где установил новые мировые рекорды в рывке и сумме двоеборья. В 1989 и 1990 годах выступал в легчайшем весе, был серебряным и золотым призёром чемпионатов Европы, но занимал лишь 4 места на чемпионатах мира.
В 1991 году переехал в Австралию и после двухлетнего перерыва, связанного со сменой спортивного гражданства, продолжил выступать под австралийским флагом. В 1994 году стал победителем Игр Содружества наций в полулёгком весе. В 1995 году был уличён в использовании запрещённых препаратов и завершил свою спортивную карьеру.
В дальнейшем занимался тренерской деятельностью в Австралии, работал с молодёжной сборной этой страны, однако, в 2007 году после того как у него дома были найдены анаболические стероиды Австралийское антидопинговое агентство пожизненно запретило ему заниматься тренерской деятельностью, и он вернулся в Болгарию.